# Kerki
Kerki (w latach 1999–2017 Atamyrat) – miasto we wschodnim Turkmenistanie, w wilajecie lebapskim, port rzeczny nad Amu-darią, siedziba etrapu. W 2022 roku liczyło ok. 32,5 tys. mieszkańców.